# Aube (Orne)
Aube település Franciaországban, Orne megyében. Lakosainak száma 1249 fő (2022. január 1.). Aube Rai, Beaufai, Brethel, Écorcei, Le Ménil-Bérard és Saint-Hilaire-sur-Risle községekkel határos.

## Népesség
A település népességének változása:
| Lakosok száma | 1337 | 1328 | 1356 | 1298 | 1279 | 1268 | 1258 | 1247 | 1249 |
|               | 2013 | 2015 | 2016 | 2017 | 2018 | 2019 | 2020 | 2021 | 2022 |